# Adaptivna radijacija
U evolucijskoj biologiji, adaptivna radijacija je proces u kojem se organizmi brzo diverzificiraju od jedne vrste pretka u mnoštvo novih oblika, osobito kada promjena u okolišu stvori nove dostupne resurse, izmijeni biotičke interakcije ili otvori nove ekološke niše. Počevši od jednog pretka, ovaj proces rezultira specijacijom i fenotipskom prilagodbom niza vrsta koje pokazuju različite morfološke i fiziološke osobine. Prototipski primjer adaptivne radijacije je specijacija zeba na Galápagosu ("Darwinove zebe"), no slični primjeri su poznati diljem svijeta.

## Značajke
Četiri značajke mogu se koristiti za identifikaciju adaptivne radijacije:
1. Zajedničko podrijetlo sastavnih vrsta: specifično, nedavno podrijetlo. Važno je napomenuti da to nije isto što i monofilija, u kojoj su uključeni svi potomci zajedničkog pretka.
2. Korelacija fenotipa i okoliša: značajna povezanost između okoliša te morfoloških i fizioloških osobina koje se koriste za iskorištavanje tih okoliša.
3. Korisnost osobine: prednosti u performansama ili prilagođenošću (fitnessu) koje osobine pružaju u odgovarajućim okolišima.
4. Brza specijacija: prisutnost jednog ili više proboja u nastanku novih vrsta otprilike u vrijeme kada su ekološka i fenotipska divergencija u tijeku.

## Uvjeti
Smatra se da adaptivne radijacije pokreću promjene u ekosustavu koje stvaraju nove mogućnosti za prilagodbe ili nove adaptivne zone. Uzroci takvih novih mogućnosti unutar ekosustava mogu biti gubitak antagonista (kompetitora ili predatora), evolucija ključne fenotipske inovacije ili disperzija u novi okoliš. Bilo koja od ovih novih ekoloških mogućnosti ima potencijal rezultirati povećanjem veličine populacije i opuštanjem stabilizirajuće (ograničavajuće) selekcije. Budući da je genetička raznolikost pozitivno korelirana s veličinom populacije, proširena populacija imat će veću genetičku raznolikost u usporedbi s populacijom predaka. Sa smanjenom stabilizirajućom selekcijom, fenotipska raznolikost također se može povećati. Osim toga, intraspecijska kompeticija će se pojačati, potičući divergentnu selekciju za korištenje šireg raspona resursa. Ovo ekološko oslobađanje pruža potencijal za ekološku specijaciju, a time i adaptivnu radijaciju.
Zauzimanje novog staništa može se dogoditi pod sljedećim uvjetima:
1. Otvorilo se novo stanište: vulkan, na primjer, može stvoriti novo tlo usred oceana. To je slučaj na mjestima poput Havaja i Galápagosa. Za vodene vrste, formiranje velikog novog jezerskog staništa moglo bi poslužiti istoj svrsi; tektonski pokreti koji su oblikovali Istočnoafrički rasjed, što je u konačnici dovelo do stvaranja Jezera Velike rasjedne doline, primjer su toga. Pojava masovnog izumiranja mogao bi učinkovito postići isti rezultat, otvarajući niše koje su prethodno zauzimale vrste koje više ne postoje.
2. Novo stanište je relativno izolirano. Kada vulkan eruptira na kopnu i uništi obližnju šumu, vjerojatno je da će kopnene biljne i životinjske vrste koje su živjele u uništenom području ponovo kolonizirati šumu bez značajnije evolucije. Međutim, ako je novonastalo stanište izolirano, vrste koje ga koloniziraju vjerojatno će biti donekle nasumični i rijetki pridošlice.
3. Novo stanište ima veliki broj slobodnih niša u ekosustavu. Rijetki kolonizator može se adaptivno raširiti u onoliko oblika koliko ima dostupnih niša.[5]

### Veza s masovnim izumiranjima
Studija iz 2020. godine otkrila je da ne postoji izravna uzročna veza između proporcionalno najusporedivijih masovnih radijacija i masovnih izumiranja u smislu "istovremene pojave vrsta", što značajno osporava hipotezu o "kreativnim masovnim izumiranjima".

## Primjeri

### Darwinove zebe
Darwinove zebe na otočju Galápagos predstavljaju teorijski model za proučavanje adaptivne radijacije. Danas predstavljene s otprilike 15 vrsta, Darwinove zebe su endemi Galápagosa, poznate po prilagodbi na specijalizirano hranjenje (iako se jedna od vrsta, kokosova zeba (Pinaroloxias inornata), ne nalazi na Galápagosu, već na otoku Cocos južno od Kostarike). Darwinove zebe zapravo nisu zebe u pravom smislu, već su članovi porodice Thraupidae, a potječu od jednog pretka koji je stigao na Galápagos s kopna Južne Amerike prije otprilike 3 milijuna godina.
Izuzev kokosove zebe, svaka vrsta Darwinovih zeba općenito je široko rasprostranjena na Galápagosu i ispunjava istu nišu na svakom od otoka. Za zebe koje se hrane na tlu, ta niša je prehrana sjemenkama, te imaju debele kljunove kako bi olakšale konzumaciju tih tvrdih materijala. Te su zebe dodatno specijalizirane za jedenje sjemenki određene veličine: velika zemna zeba (Geospiza magnirostris) najveća je vrsta Darwinovih zeba i ima najdeblji kljun za lomljenje najtvrđih sjemenki, mala zemna zeba (Geospiza fuliginosa) ima manji kljun za jedenje manjih sjemenki, a srednja zemna zeba (Geospiza fortis) ima kljun srednje veličine za optimalnu konzumaciju sjemenki srednje veličine. Postoji i određeno preklapanje: na primjer, najrobusnije srednje zemne zebe mogu imati kljunove veće od onih najmanjih velikih zemnih zeba. Zbog tog preklapanja ponekad može biti teško razlikovati vrste vizualno, iako im se i pjev razlikuje. Ove tri vrste često se pojavljuju simpatrijski, a tijekom kišne sezone na Galápagosu, kada je hrane u izobilju, slabo se specijaliziraju i jedu istu, lako dostupnu hranu. Znanstvenici nisu razumjeli zašto im kljunovi izgledaju toliko ekstremno prilagođeni točon određenom tipu sjemenki sve dok Peter i Rosemary Grant nisu detaljno proučili njihovo ponašanje u hranjenju tijekom duge sušne sezone i otkrili da, kada je hrana oskudna, zebe koriste svoje visoko specijalizirane kljunove kako bi jele upravo one sjemenke za koje su najbolje prilagođene kako bi izbjegle gladovanje.
I ostale zebe na Galápagosu su jedinstveno prilagođene za svoju specifičnu nišu na sličan način. Kaktusove zebe (rod Geospiza) imaju nešto duže kljunove od zemnih zeba, koji služe dvostrukoj svrsi: omogućuju im hranjenje nektarom i peludom kaktusa Opuntia dok te biljke cvjetaju, a ostatak godine hrane se sjemenkama. Zebe pjevice (rod Certhidea) imaju kratke, šiljate kljunove prilagođene za jedenje kukaca. Djetlić-zeba (Camarhynchus pallidus) ima tanak kljun kojim kljuca drvo u potrazi za kukcima. Ta vrsta zabe ponekad koristi i male grančice kako bi dosegla plijen unutar drva, što je čini jednom od rijetkih životinja koje koriste alate.
Mehanizam kojim su se zebe u početku diverzificirale još uvijek je područje aktivnog istraživanja. Jedna od pretpostavki je ta da su Darwinove zebe prošle kroz proces neadaptivne, alopatrijaske specijacije na odvojenim otocima arhipelaga, tako da su, kada su se ponovno susrele na nekim otocima, mogle održati reproduktivnu izolaciju. Jednom kada su se pojavile simpatrijski, favorizirana je specijalizacija po slobodnim nišama u ekosustavu kako bi se različite vrste što manje izravno natjecale za resurse. Taj drugi, simpatrijski događaj bio je adaptivna radijacija.

### Ciklidi Velikih afričkih jezera
Haplokromini ciklidi u Velikim jezerima Istočnoafričkog rasjeda (osobito u jezerima Tanganjika, Malavi i Viktorija) čine suvremeni primjer adaptivne radijacije s najviše vrsta. Smatra se da u tim jezerima živi oko 2000 različitih vrsta ciklida, koje obuhvaćaju širok raspon ekoloških uloga i morfoloških karakteristika. Ciklidi u ovim jezerima ispunjavaju gotovo sve uloge koje inače ispunjavaju mnoge riblje porodice, uključujući uloge i predatora i strvinara i biljojeda, s različitim zubalima i oblicima glave koji odgovaraju njihovim prehrambenim navikama. U svakom slučaju, radijacijski događaji stari su samo nekoliko milijuna godina, što visoku razinu specijacije čini posebno zanimljivom znanstvenicima. Za ovoliku bioraznolikost vjerojatno je odgovorno više čimbenika: specijalizaciji je vjerojatno izizetno pogodovala dostupnost većeg broja slobodnih niša u ekosustavu, budući da je u jezerima prisutno malo drugih ribljih taksona (što znači da je simpatrijska specijacija bila najvjerojatniji mehanizam za početnu specijalizaciju). Također, stalne promjene razine vode u jezerima tijekom pleistocena (koje su često pretvarale najveća jezera u nekoliko manjih) vjerojatno su stvorile uvjete za sekundarnu alopatrijsku specijaciju.

#### Ciklidi jezera Tanganjika
Jezero Tanganjika je mjesto iz kojeg potječu gotovo sve familije ciklida u istočnoj Africi (uključujući i riječne i jezerske vrste). Zbog toga vrste u jezeru čine jedan jedini događaj adaptivne radijacije, ali ne tvore jedan monofiletski kladus. Također, Jezero Tanganjika sadrži najmanje vrsta od sva tri najveća afrička Velika jezera, sa samo oko 200 vrsta ciklida; međutim, ti su ciklidi morfološki divergentniji i ekološki različitiji od svojih pandana u jezerima Malavi i Viktorija, što je rezultat starije faune ciklida jezera Tanganjika. Smatra se da je jezero Tanganjika nastalo prije 9–12 milijuna godina, što postavlja gornju granicu starosti faune ciklida u jezeru. Mnogi ciklidi iz Tanganjike žive vrlo specijaliziranim načinom života. Divovski ili carski ciklid (Boulengerochromis microlepis) je ribojed koji se često svrstava među najveće ciklide (iako se za tu titulu natječe s južnoameričkim Cichla temensis). Smatra se da se divovski ciklidi mrijeste samo jednom, razmnožavajući se u trećoj godini i braneći svoje mlade dok ne dosegnu veliku veličinu, nakon čega umiru od gladi. Tri vrste roda Altolamprologus također su ribojedi, ali s bočno stisnutim tijelima i debelim ljuskama koje im omogućuju da progone plijen u uske pukotine u stijenama bez oštećenja kože. Plecodus straeleni je razvio velike, neobično zakrivljene zube koji su dizajnirani za struganje ljuski s bokova drugih riba, jer su ljuske njegov glavni izvor hrane. Gnathochromis permaxillaris posjeduje velika usta s izbočenom gornjom usnom i hrani se otvarajući usta prema dolje na pjeskovito dno jezera, usisavajući male beskralježnjake. Brojni ciklidi iz Tanganjike su "školjkaši", što znači da parovi polažu i oplođuju svoja jaja unutar praznih ljuštura na dnu jezera. Lamprologus callipterus je jedinstvena vrsta koja se mrijesti u ljušturama, s mužjacima dugim 15 cm koji skupljaju kolekcije ljuštura i čuvaju ih u nadi da će privući ženke (duge oko 6 cm) da polože jaja u te ljušture. Ovi dominantni mužjaci moraju braniti svoje teritorije od tri vrste suparnika: (1) drugih dominantnih mužjaka koji žele ukrasti ljušture; (2) mlađih, "šuljajućih" mužjaka koji žele oploditi jaja na teritoriju dominantnog mužjaka; i (3) sićušnih, 2–4 cm "parazitskih patuljastih" mužjaka koji također pokušavaju uletjeti i oploditi jaja na teritoriju dominantnog mužjaka. Ovi parazitski patuljasti mužjaci nikada ne narastu do veličine dominantnih mužjaka, a muški potomci dominantnih i parazitskih patuljastih mužjaka u 100% slučajeva izrastu u oblik svojih očeva. Osim ovih primjera, postoji i niz drugih visoko specijaliziranih ciklida iz Tanganjike, uključujući i one prilagođene životu u otvorenim vodama jezera do dubine od 200 m.

#### Ciklidi jezera Malavi
Ciklidi jezera Malavi čine jato vrsta (tip kompleksne vrste koja je sastavljena od mnoštva bliskih podvrsta koje imaju zajedničkog pretka i žive na istom prostoru), od oko 1000 endemskih vrsta. Samo sedam vrsta ciklida u jezeru Malavi nije dio jata vrsta: Astatotilapia calliptera, Serranochromis robustus i pet vrsta tilapija (rodovi Oreochromis i Coptodon). Sve ostale vrste ciklida u jezeru potomci su jedne izvorne kolonizatorske vrste, koja je i sama potekla od tanganjičkih predaka. Smatra se da je zajednički predak jata vrsta jezera Malavi stigao u jezero najranije prije 3,4 milijuna godina, što diverzifikaciju ciklida Malavija do njihovog današnjeg broja čini posebno brzom. Ciklidi Malavija imaju sličan raspon hranidbenih navika kao i oni iz Tanganjike, ali imaju i navike puno novijeg podrijetla. Na primjer, svi članovi jata vrsta u jezeru Malavi su ustaši, što znači da ženka drži jaja u ustima dok se mlađ ne izleže. Jaja se i oplođuju u ustima ženke, a kod nekoliko vrsta ženke nastavljaju čuvati svoje mlade u ustima i nakon što se izlegu. Mužjaci većine vrsta pokazuju pretežno plavu boju tijekom parenja. Međutim, iz Malavija su poznate i druge posebno divergentne vrste, uključujući ribojeda Nimbochromis livingstonii, koji leži na boku u supstratu dok mali ciklidi, vjerojatno privučeni njegovim isprekidanim bijelim uzorkom, ne dođu istražiti predatora - u tom trenutku bivaju brzo pojedeni.

#### Ciklidi jezera Viktorija
Ciklidi jezera Viktorija također su jato vrsta, nekoć sastavljeno od oko 500 ili više vrsta. Namjerno uvođenje nilskog grgeča (Lates niloticus) 1950-ih pokazalo se katastrofalnim za ciklide Viktorije, a kolektivna biomasa jatnog jata ciklida Viktorije znatno se smanjila, a dio vrsta je izumro. Međutim, izvorni raspon morfološke i bihevioralne raznolikosti viđen u fauni ciklida jezera Viktorija i danas je uglavnom još uvijek prisutan, iako ugrožen. Ta raznolikost uključuje ciklide specijalizirane za niše diljem trofičkog spektra, kao u Tanganjiki i Malaviju, ali opet, postoje iznimke. Viktorija je poznata po mnogim vrstama ribojednih ciklida, od kojih se neki hrane isisavanjem sadržaja iz usta ženki ustašica. Ciklidi Viktorije predstavljaju znatno mlađu radijaciju čak i od one u jezeru Malavi, s procjenama starosti jata koje se kreću od 200.000 godina do samo 14.000 godina.

### Adaptivna radijacija na Havajima
Havaji su poznati kao mjesto na kojem su se zbili mnogi primjeri adaptivne radijacije, zahvaljujući svojoj izolaciji, nedavnom podrijetlu i velikoj kopnenoj površini. Tri najpoznatija primjera ovih radijacija predstavljena su u nastavku, iako su poznati i kukci poput havajskih drozofilidnih muha i moljaca Hyposmocoma koji su također prošli adaptivnu radijaciju.

#### Havajske medosavke
Havajske medosavke čine veliku, morfološki vrlo raznoliku skupinu ptica koja je započela radijaciju u ranim danima havajskog arhipelaga. Iako je poznato da na Havajima danas postoji samo 17 vrsta (i još 3 za koje se sumnja da su izumrle), prije polinezijske kolonizacije arhipelaga bilo je više od 50 vrsta (između 18 i 21 vrsta izumrlo je samo od trenutka otkrića otoka od strane zapadnjaka). Havajske medosavke poznate su po svojim kljunovima, koji su specijalizirani za zadovoljavanje širokog raspona prehrambenih potreba: na primjer, kljun ʻakiapōlāʻau (Hemignathus wilsoni) karakterizira kratka, oštra donja čeljust za struganje kore s drveća, a mnogo duža, zakrivljena gornja čeljust koristi se za sondiranje drva ispod u potrazi za kukcima. U međuvremenu, ʻiʻiwi (Drepanis coccinea) ima vrlo dug zakrivljen kljun za dosezanje nektara duboko u cvjetovima Lobelia. Cijeli kladus havajskih medosavki, pleme Psittirostrini, sastoji se od ptica s debelim kljunovima koje se uglavnom hrane sjemenkama, poput laysanske zebe (Telespiza cantans). Barem u nekim slučajevima se čini da su se slične morfologije i ponašanja među havajskim medosavkama razvile kovergentno; na primjer, kratki, šiljati kljunovi rodova Loxops i Oreomystis evoluirali su odvojeno, unatoč tome što su nekada bili razlog za kladističko spajanje ta dva roda. Smatra se da su havajske medosavke potekle od jednog zajedničkog pretka prije otprilike 15 do 20 milijuna godina, iako se procjene kreću i do 3,5 milijuna godina.

#### Havajske srebrne sablje
Adaptivna radijacija nije isključivo fenomen kralježnjaka. Brojni primjeri poznati su i među biljkama. Najpoznatiji primjer adaptivne radijacije kod biljaka vjerojatno su havajske srebrne sablje, nazvane po vrstama roda Argyroxiphium koje žive u alpskim pustinjama, s dugim, srebrnastim listovima, a žive i do 20 godina prije nego što izrastu jednu cvjetnu stabljiku i potom uginu. Havajski savez srebrnih sablji sastoji se od dvadeset i osam vrsta havajskih biljaka koje, osim istoimenih srebrnih sablji, uključuju drveće, grmlje, puzavice, jastučaste biljke i mnoge druge. Smatra se da je savez srebrnih sablji nastao na Havajima prije najviše 6 milijuna godina, što ovo čini jednim od najmlađih primjera adaptivne radijacije na Havajima. Srebrne sablje razvile su se na modernim visokim otocima Havaja i potječu od jednog zajedničkog pretka koji je stigao na Kauai iz zapadne Sjeverne Amerike. Najbliži suvremeni srodnici srebrnih sablji su kalifornijsko smolasto drveće iz porodice Asteraceae.

#### Havajski lobelioidi
Na Havajima imamo još jedan poznati primjer adaptivne radijacije cvjetnih biljaka: havajski lobelioidi. Havajski lobelioidi imaju mnogo više vrsta od Havajskih srebrnih sablji, vjerojatno zato što su na Havajima prisutni puno duže: potječu od jednog zajedničkog pretka koji je stigao na arhipelag prije čak 15 milijuna godina. Danas havajski lobelioidi čine kladus od preko 125 vrsta, uključujući sukulente, drveće, grmlje, epifite itd. Mnoge vrste su izgubljene zbog izumiranja, a mnoge vrste koje su preživjele su ugrožene.

### Karipski anolisi
Gušteri anolisi (porodica Dactyloidae) široko su rasprostranjeni u Novom svijetu, od jugoistoka SAD-a do Južne Amerike. S preko 400 trenutno priznatih vrsta, često smještenih u jedan rod (Anolis), predstavljaju jedan od najvećih primjera radijacije među svim gušterima. Radijacija anolisa na kopnu uglavnom je bila proces specijacije i nije adaptivna u velikoj mjeri, ali anolisi na svakom od Velikih Antila (Kuba, Hispaniola, Portoriko i Jamajka) adaptivno su se raširili na odvojene, konvergentne načine. Na svakom od ovih otoka, anolisi su odvojeno evoluirali u precizne i fiksne skupove morfoloških prilagodbi da se svaka vrsta može svrstati u jedan od šest "ekomorfa": deblo-tlo, deblo-krošnja, trava-grm, krošnja-div, grančica i deblo. Uzmimo za primjer krošnja-divove sa svakog od ovih otoka: kubanski Anolis luteogularis, hispaniolski Anolis ricordii, portorikanski Anolis cuvieri i jamajčanski Anolis garmani (Kuba i Hispaniola dom su više od jedne vrste krošnja-divova). Svi su ovi anolisi velike vrste koje žive u krošnjama, s velikim glavama i velikim lamelama (ljuskama na donjoj strani prstiju koje su važne za prianjanje pri penjanju), a ipak nijedna od ovih vrsta nije posebno blisko srodna i čini se da su ove slične osobine razvile neovisno. Isto se može reći i za ostalih pet ekomorfa na četiri najveća otoka Kariba. Slično kao u slučaju ciklida s tri najveća afrička Velika jezera, svaki od ovih otoka dom je vlastitog konvergentnog događaja adaptivne radijacije anolisa.

### Ostali primjeri
Prethodno u tekstu predstavljeni su samo najbolje dokumentirani primjeri suvremene adaptivne radijacije, ali poznati su i mnogi drugi primjeri. Populacije trobodljih gregoraca opetovano su se divergirale i evoluirale u različite ekotipove. Na Madagaskaru, ptice iz porodice vanga odlikuju se vrlo različitim oblicima kljunova koji odgovaraju njihovim ekološkim ulogama. Madagaskarske žabe iz porodice Mantellidae raširile su se u oblike koji zrcale druge faune tropskih žaba, pri čemu su jarko obojene mantele (Mantella) konvergentno evoluirale s neotropskim otrovnim žabama iz porodice Dendrobatidae, dok su arborealne vrste iz roda Boophis madagaskarski ekvivalent gatalinkama i staklenim žabama. Zmije iz potporodice Pseudoxyrhophiinae s Madagaskara evoluirale su u fosorijalne, arborealne, kopnene i poluvodene oblike koji konvergiraju s faunama kolubroida u ostatku svijeta. Ovi madagaskarski primjeri znatno su stariji od većine drugih ovdje predstavljenih primjera: fauna Madagaskara evoluira u izolaciji otkako se otok odvojio od Indije prije otprilike 88 milijuna godina, a porodica Mantellidae nastala je još prije otprilike 50 milijuna godina. Poznati su i stariji primjeri: K-Pg izumiranje, koje je uzrokovalo nestanak dinosaura kao i većine druge reptilske megafaune prije 65 milijuna godina, smatra se pokretačem globalnog događaja adaptivne radijacije koji je stvorio današnju raznolikost sisavaca. Isto tako, poznata je i kambrijska eksplozija, gdje su prazne ekološke niše koje je ostavilo izumiranje ediakarijske biote tijekom masovnog izumiranja na kraju ediakarana popunjene pojavom posve novih koljena.

## Daljnje čitanje
- Wilson, E. et al. Life on Earth, by Wilson, E.; Eisner, T.; Briggs, W.; Dickerson, R.; Metzenberg, R.; O'Brien, R.; Susman, M.; Boggs, W. (Sinauer Associates, Inc., Publishers, Stamford, Connecticut), c 1974. Chapters: The Multiplication of Species; Biogeography, pp 824–877.
- Leakey, Richard. The Origin of Humankind—on adaptive radiation in biology and human evolution, pp. 28–32, 1994, Orion Publishing.
- Grant, P.R. 1999. The ecology and evolution of Darwin's Finches. Princeton University Press, Princeton, NJ.
- Mayr, Ernst. 2001. What evolution is. Basic Books, New York, NY.
- Kemp, A.C. 1978. A review of the hornbills: biology and radiation. The Living Bird. 17: 105–136
- Gavrilets, S.; Vose, A. 2005. Dynamic patterns of adaptive radiation. PNAS. 102 (50): 18040–18045. Bibcode:2005PNAS..10218040G. doi:10.1073/pnas.0506330102. PMC 1312382. PMID 16330783
- Gavrilets, S. and A. Vose. 2009. Dynamic patterns of adaptive radiation: evolution of mating preferences. In Butlin, R.K., J. Bridle, and D. Schluter (eds) Speciation and Patterns of Diversity, Cambridge University Press, page. 102–126.
- Baldwin, Bruce G. and Sanderson, Michael J. 1998. Age and rate of diversification of the Hawaiian silversword alliance (Compositae), Proceedings of the National Academy of Sciences, Vol 95, No. 16, stranice 9402–9406.
- Gavrilets, S.; Losos, J. B. 2009. Adaptive radiation: contrasting theory with data. Science. 323 (5915): 732–737. Bibcode:2009Sci...323..732G. doi:10.1126/science.1157966. PMID 19197052. S2CID 5601085
- Irschick, Duncan J. at all, 1997, A comparison of evolutionary radiations in mainland and Caribbean Anolis lizards, Ecology, Vol. 78, No.7, stranice 2191-2203
- Petren, K. Grant, P.R. Grant, B.R. Keller, L.F. 2005, Comparative landscape genetics and the adaptive radiation of Darwin's finches: the role of peripheral isolation, Molecular Ecology, Vol. 14, No. 10, stranice 2943–2957
- Pinto, Gabriel, Luke Mahler, Luke J. Harmon, and Jonathan B. Losos. "Testing the Island Effect in Adaptive Radiation: Rates and Patterns of Morphological Diversification in Caribbean and Mainland Anolis Lizards." NCBI (2008): n. pag. Web. 28 Oct. 2014.
- Rainey, P. B.; Travisano, M. 1998. Adaptive radiation in a heterogeneous environment. Nature. 394 (6688): 69–72. Bibcode:1998Natur.394...69R. doi:10.1038/27900. PMID 9665128. S2CID 40896184
- Schluter, D. 1995. Adaptive radiation in sticklebacks: trade-offs in feeding performance and growth. Ecology. 76 (1): 82–90. Bibcode:1995Ecol...76...82S. doi:10.2307/1940633. JSTOR 1940633
- Schluter, Dolph. The ecology of adaptive radiation. Oxford University Press, 2000.
- Seehausen, O. 2004. Hybridization and adaptive radiation. Trends in Ecology & Evolution. 19 (4): 198–207. doi:10.1016/j.tree.2004.01.003. PMID 16701254. S2CID 9992822